# Centris fuscata
Centris fuscata är en biart som beskrevs av Amédée Louis Michel Lepeletier 1841. Centris fuscata ingår i släktet Centris och familjen långtungebin. Inga underarter finns listade.